# Bárka (Transformers)

A Bárka a rajzfilmsorozatban

A Bárka egy kitalált űrhajó a Transformers képregényekben és rajzfilmekben.

## Története
Miután a Kibertron bolygó meteorveszélybe került, az autobotok egy kisebb csapata megépítette a Bárkát, hogy elpusztítsák vele a bolygót fenyegető sziklákat. A küldetés után az álcák rajtuk ütöttek, ezért Optimusz fővezér kényszerleszállást hajtott végre vele a Földön, hogy mindenki elpusztuljon. Azonban terve nem sikerült és egy kihunyt vulkánba csapódtak a mai Oregon mellett.
A becsapódás után az űrhajó kiküldött egy szondát, hogy értelmes élet után kutasson. A megtalált dinoszauruszokat hitte a bolygó értelmes életformájának, ezért megalkotta a Dinobotokat, hogy a szintén a Földre érkezett Sokkoló ellen harcoljanak.
Négy millió évvel később kitört a vulkán és az űrhajó újra működésbe lépett. A következő szonda az emberi járműveket és használati tárgyakat hitte értelmes életnek, ezért a többi transformer autó, repülő és egyéb berendezés alakot kapott. Racsni kijavította az űrhajó hibáit és ismét teljesen működőképessé vált.
Az Unikron elleni harc során megsérült és lezuhant. Sokkoló és Üstökös javította meg ismét, hogy elmenekülhessenek a Földre. Nem tudták azonban, hogy mások is vannak a hajón. Racsni, hogy megakadályozza az álcák elmenekülését, ismét kényszerleszállást hajtott végre vele, melynek során darabokra tört.

## Képességei
A Bárka képes a fénysebesség feletti utazásra, kiváló manőverezési képességei vannak. Hajtóművei sugárhajtóművek. Alján egy, tetején négy nagyobb űrkomp található, megfelelő indítóhellyel. Ezenkívül még számos kisebb űrjármű és szonda tartozik hozzá. Saját fegyverekkel rendelkezik. Optimusz fővezér képes távirányítással is vezérelni. Önálló tudata van, ám intelligenciája alacsony.

## Utasok
A G1 képregényben a Földre érkezéskor az alábbi transformerek érkeztek a Bárkával:

### Autobotok
- Optimusz fővezér
- Dinobotok
  - Mogorva
  - Iszap
  - Salak
  - Acsargó
  - Roham
- Délibáb
- Kékvillám
- Portyázó
- Jazz
- Vadászeb
- Széllovas
- Fuvaros
- Racsni
- Kormányos Jack vagy Kerék
- Ösvényvágó
- Acélfej
- Fortyogó
- Űrdongó
- Napcsillantó vagy Napvillantó
- Sziklaugró
- Izmos
- Csatár

Később a Bárka további öt autobotot élesztett fel:
- Csáklya
- Csörlő
- Füstfelhő
- Szán
- Vágány

### Álcák
- Megatron
- Üstökös
- Égretörő
- Villámcsapás
- Romboló
- Tomboló
- Görgető
- Fülelő
- Körfűrész
- Lézercsőr